# Brusiny Małe
Brusiny Małe – osada w Polsce położona w województwie warmińsko-mazurskim, w powiecie iławskim, w gminie Susz.
W latach 1975–1998 miejscowość należała administracyjnie do województwa elbląskiego.